# 땅꽈리
땅꽈리(Physalis angulata)는 가지과에 딸린 한해살이풀이다.
열대 아메리카 원산이며, 한국에서는 제주도, 전라남도 목포, 경상북도 울릉도, 경기도의 들이나 길가에 나며, 높이 30-40cm이다. 잎은 어긋나며 잎자루는 길고, 끝이 뾰족하다. 꽃은 황백색, 잎겨드랑이에서 밑을 향해 달리고, 꽃자루의 길이 1cm, 꽃받침은 통 모양, 가장자리는 5갈래, 화관은 오각형, 수술 5개, 꽃밥은 보통 자주색이다. 꽃받침은 꽃이 핀 후에 주머니 모양으로 자라서 열매를 완전히 둘러싼다. 열매는 장과로 녹색으로 익고, 둥근 모양이다.